# Erich Robert Sorge

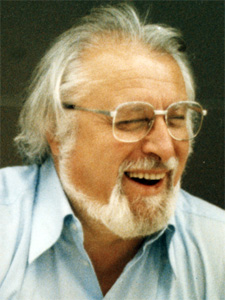
Erich Robert Sorge (1992)

Erich Robert Sorge (* 6. Juni 1933 in Petersdorf bei Jägerndorf, Tschechoslowakei; † 18. April 2002 in Steinfurt) war ein deutscher Kirchenmusiker und Komponist.

## Leben
Nach Flucht und Vertreibung wuchs er in Ottobeuren auf und erhielt Klavier-Unterricht bei Mathilde Rüdinger. Ein Stipendium ermöglichte ihm die Ausbildung zum Pianisten und Kapellmeister am Leopold-Mozart-Konservatorium (heute Leopold-Mozart-Zentrum) in Augsburg. An der Hochschule für Musik in Köln studierte er anschließend Orgel und Komposition bei Frank Martin, Hermann Schroeder und Josef Zimmermann, 1962 schloss er in beiden Fächern mit der Meisterklasse ab.
Als Kantor und Chorleiter wirkte er in St. Marien in Köln-Kalk und in St. Suitbertus in Remscheid, bevor man ihn 1963 als Dozent für Komposition und Kontrapunkt an die Kirchenmusikschule Münster berief. Als diese 1974 geschlossen wurde, wechselte er in den Schuldienst an das Bischöfliche Gymnasium Collegium Johanneum auf Schloss Loburg und später an die Bischöfliche Canisiusschule in Ahaus. Rufe an die Universitäten München und Regensburg lehnte er aus familiären Gründen ab. Zusammen mit Heinrich Fischer gründete er 1979 den Laerer Madrigalchor, mit dem er anspruchsvolle Werke erarbeitete und in den „Laerer Pfingstkonzerten“ aufführte. 1980 wurde er mit dem Kulturpreis für Musik der Sudetendeutschen Landsmannschaft ausgezeichnet.
Sein Œuvre umfasst ca. 80 Kompositionen, bis 1970 wurden viele seiner Werke durch den WDR uraufgeführt und gesendet, für den Deutschlandfunk hat er bei Live-Sendungen als Organist mitgewirkt. Sein musikalischer Nachlass wird durch das Sudetendeutsche Musikinstitut (Bezirk Oberpfalz) verwaltet. Eine Biographie mit Werkverzeichnis findet sich im Lexikon zur deutschen Musikkultur Böhmen, Mähren, Sudetenschlesien, der Hochseekuh-Verlag aus Wien veröffentlicht seit 2012 seine Werke, die bisher noch nicht im Druck erschienen sind, die Facebook-Seite des Verlages zeigt Beispiele seiner bildnerischen Arbeiten, Beispiele seiner Kompositionen sind auf Youtube zu finden.

## Das musikalische Werk
Sorge steht als Komponist in der Tradition seiner Lehrer Heinrich Lemacher und Hermann Schroeder, die zusammen mit dem Kölner Domorganisten Josef Zimmermann zu seinen besonderen Förderern gehörten. Seine erste öffentlich aufgeführte Komposition lässt sich 1954 nachweisen, in den nächsten sechs Jahren sind es 19 Werke. Von 1960 bis 1970 sind es 33 Kompositionen – von 1970 bis 1981 gibt es außer ein paar Chorsätzen nichts. Von 1981 bis zum Jahr 1990 entstehen noch einmal etwa 20 Werke und Bearbeitungen.
Werke für Orgel
In den Kritiken wurden seine Werke z. B. als „neue geistliche Musik, die wirklich neue Wege aufzeigt“ bezeichnet (Mittelbayrischen Zeitung im Feuilleton, 2. Oktober 1968). Die Uraufführung des 'Concertinos für Orgel, zwei Schlagzeuger und vier Blechbläser' löste 1968 in Regensburg anlässlich der 100-Jahr-Feier des Allgemeinen Cäcilienverbandes (ACV) einen Skandal aus. Während die Presse das Werk sehr positiv beurteilte, sah sich Sorge massiver Kritik durch den Ehrenpräses und den Präses des Allgemeinen Cäcilienverbandes ausgesetzt, der Prälat Johannes Overath (1913–2002, Peritus des II. Vatikanischen Konzils, Mitglied des Rundfunkrates des WDR) und Pater Wilhelm Lueger (1911–1971, Professor für Liturgie und Gregorianik an der Kirchenmusikhochschule in Köln) verurteilten das Werk als unkirchlich und jazzoid. Nach dem einzigen diesem Skandal folgenden Auftrag ('Exaudi' – Invention über ein Tetracord, 1970) endeten die Kompositionsaufträge des WDR und es wurden nur noch wenige Aufnahmen mehr gesendet. Der größte Teil dieser Aufnahmen sind in den Archiven des WDR nicht mehr auffindbar, können aber gleichwohl mit privaten Mitschnitten der jeweiligen Sendung belegt werden.
- Veni Creator Spiritus – Toccata und Variationen über den Pfingsthymnus (1958, Verlag Hochseekuh)
- Regina Caeli – Mediation über die marianische Antiphon für Orgel (1958)
- Stabat Mater Dolorosa – Meditatio (1958)
- In stiller Nacht – Meditatio (1959)
- Konzert für Orgel, Streichorchester und Schlagwerk (1963)
- Partita I 'In dulci Jubilo' (1965, Verlag Heinrichshofen)
- Partita II 'Zu Bethlehem geboren' (1965, Verlag Heinrichshofen)
- Partita III 'In Festo resurrectionis Domini nostri' (1966, Verlag Heinrichshofen)
- Concertino für Orgel, 2 Schlagzeuger und 4 Blechbläser (1968, Verlag Hochseekuh)
- „Hermengildis Choräle“ – 213 Orgelsätze zum Laudate (1969/1970)
- Improvisation „O Jesu, all mein Leben bist Du“ (1987, Verlag Hochseekuh)

Werke für Klavier
- Sonatine in e-moll (1953)
- Suite Europäischer Volkslieder zu zwei Händen (1959)
- Acht Veränderungen über 'Der Winter ist vergangen' zu vier Händen (1959, Musikverlag Hans Gerig)
- Sonatine in G zu vier Händen (1961, Verlag Heinrichshofen)
- 7 Miniaturen – Stücke im Fünftonraum zu vier Händen (1964, Verlag Heinrichshofen)
- Suite für A. zu vier Händen und einen IKEA-Bleistift oder Eierlöffel (2000)

Werke für Chor a cappella oder mit Begleitung (Auswahl)
- Volksliedbearbeitungen für Singklasse und Klavier (1954)
- Lieder für einen Singkreis nach Texten von Hermann Hesse für eine Singklasse mit Streichern und Holzbläsern (1954)
- 1. Messe für Chor a cappella (1954)
- Heiteres Herbarium für vierstimmigen Chor nach Gedichten von Karl Heinrich Waggerl (1955, Verlag Heinrichshofen)
- Fünf Sommerlieder für einstimmigen Chor, Oboe und Streicher (1956)
- 3 Chöre zu Christi Himmelfahrt für gemischten Chor (1957)
- Missa Parva für 3–4 Oberstimmen a cappella (1961)
- Proprium post Pentecoste für Chor a cappella (1964)
- 2 Marienlieder für dreistimmigen Frauenchor (1964)
- Deutsches Ordinarium für Chor, Gemeinde und Orgel (1965, Orbis Verlag)
- 2. Liedmesse für Chor a cappella (1965)
- Simples Ordinarium für Chor, Gemeinde, Orgel (1965)
- Proprium nativitatis für Chor a cappella (1965)
- Proprium zum 2. Fastensonntag für Vorsänger, Schola, Gemeinde und Orgel (1966)
- Deutsches Proprium für Chor a cappella (1966, Orbis Verlag)
- Proprium de Spiritu Sancto für Chor und Blechbläser (1966, Verlag Heinrichshofen)
- Triptychon über 'Macht hoch die Tür' für Orgel, Chor und Gemeinde ad. lib. (1967)
- Liedsätze für Chor a cappella (1967, Verlag Bieler)
- Weihnachtssingen WDR, 7 Liedsätze für gem. Chor, Bläser und Gemeinde (1968)
- Proprium für drei gleiche Stimmen und Orgel (1969)
- Offenes Sommersingen – für gemischten Chor, Bläser und Publikum (1981)
- Laub meiner Sprache – für gemischten Chor, Altsolo und Clarinhorn nach Texten von Dietmar Scholz (1982)
- 4 Antiphone und 2 Kanons – Schola, Chor, Gemeinde, Bläser, Streicher, Orgel (1983)
- Hymnus Veni Creator Spiritus n. Titelouze – für Chor und Orchester (1983)
- Laerer Weihnachtssingen – für gemischten Chor, Bläser + Gemeinde (1984)
- Bartholomäus-Messe für vierstimmigen Chor und Feuerwehrkapelle (1985)
- 6 Sätze Schlesischer Lieder für gem. Chor (1986)
- Lieder ohne Worte – Bearbeitungen von Bach, Mendelssohn und Mozart für Chor (1990)
- 2 sudetendeutsche Volkstänze – für 3 Klar., Pos. Tuba, Gem. Chor (1991)
- diverse Chorsätze für den liturgischen Gebrauch

Sonstige Geistliche Werke
- Weihnachtskantate für Chor a cappella mit Knabensolo (1952, Förderpreis den Bundesinnenministeriums)
- Missa in Adventus für Sopran oder Tenor und Orgel (1956)
- Weihnachtskantate für Tenor, Sopran, dreistimmiger Mädchenchor, Klavier und Cello (1956, Musikverlag Hans Gerig)
- Instrumentalsätze über Weihnachtslieder (1960, Verlag Heinrichshofen)
- Te Deum für Soli, Chor u. großes Orchester (1962)
- Adventskantate 1 (1964)
- Adventskantate 2 (1965, Verlag Hochseekuh)
- Preise Zunge, das Geheimnis – 24 Prozessionslieder für Bläser (1967, Orbis Verlag)
- Exaudi – Invention über ein Tetrachord (1970)
- 14 Liedsätze für gleiche Stimmen (1974)
- Gruß dir Mutter – für Singstimme und Orgel (1977)
- Hör uns – für Singstimme und Orgel (1982)
- Der du allein – für Singstimme und Orgel (1984)

Lieder
- 29 Lieder für Singstimme und Klavier nach Texten von Johann Wolfgang von Goethe, Joseph von Eichendorff u. a. (1950)
- 14 Volksliedbearbeitungen für Singstimme und Klavier (1963)
- „Kori Kora Korinthe“ Kinderlieder für Klavier und Singstimme nach Texten von James Krüss, Joachim Ringelnatz u. a. (1967–1981, Verlag Hochseekuh)

Sonstige Werke und Bearbeitungen
- Ein Jäger aus Kurpfalz für zwei Hörner und Klavier (1954)
- 3 Stücke für Blockflöte und Klavier (1957)
- Spartierung: Arnolt Schlick – Tabulatur uff die Orgel (1511/1958)
- Rommel Dommel für Kinderchor und Schlagwerk (1960)
- Sonatine in a für 3 Violinen (1961)
- Bläserhymne für Blasorchester (1967, Orbis Verlag)
- Zwitschermusik – für Blockflötenquartett und 4 Elsässer Wald- und Wasservögel (1984)
- Bartholomäus-Marsch (1985, Verlag Hochseekuh)
- Krippenmarsch „Es kam ein Engel“ für Bfl. C'-F-C, 2 Trp. B, 2. Pos., I+II. Viol., III. Viol./Viola, Vlc. (Kb.), Pk. C-G (1985?)
- Cantus Litaniae, Bearbeitung der Motette „Litaniae Beatae Mariae Virginis“ aus der Symphoniae Sacrae von Giovanni Gabrieli (1987, Verlag Hochseekuh)
- Eine kleine Lachmusik nach W. A. Mozart – für Bfl in c, 3 Fl, Klar, Va, Vc, 2 Tuba, Kl zu 4 Händen (1990)
- Sonatine in d (Bearbeitung der Sonatine in a, 1961) – für 3 Celli (1992)

## Tondokumente und Kompositionsbeispiele
Im April 1984 stellte sich Erich Robert Sorge im Rahmen der Sudetendeutschen Musiktage in einem Selbstporträt vor; im Rahmen dieser Veranstaltungen wurden zwei Werke uraufgeführt bzw. Tondokumente mit Beispielen abgespielt. Bei den auf Wikipedia vorliegenden Dateien handelt es sich um den privaten Mitschnitt dieser Veranstaltung.
Die Musikbeispiele geben einen Eindruck von Sorge's Kompositionen, sein Vortrag ist ein (wenngleich auch subjektiv gefärbtes) Zeitdokument.
| File | Inhalt                                                                                        |
| ---- | --------------------------------------------------------------------------------------------- |
|      | Einführung in den Vortrag                                                                     |
|      | 1. Uraufführung der 'Zwitschermusik (1984)'                                                   |
|      | 2. Kindheit & Vertreibung                                                                     |
|      | 3. Ausbildung                                                                                 |
|      | 4. Uraufführung der 'Sonatine für 3 Violinen (1961)'                                          |
|      | 5. Köln, Remscheid, Münster                                                                   |
|      | 6. Wiedergabe einer Tonbandaufnahme von 'Veni Creator Spiritus (1962)'                        |
|      | 7. Im Schuldienst                                                                             |
|      | Musik: Concertino 'Te Deum Laudamus (1968)', Mitschnitt der Aufführung vom 28. September 1987 |
|      | Musik: 'Exaudi (1970)'                                                                        |
|      | Musik: 'Bartholomäusmarsch (1985)'                                                            |

## Das bildnerische Werk
Seit den späten fünfziger Jahren arbeitet Sorge auch grafisch/bildnerisch. In den meist abstrakten Arbeiten gestaltet er die Fläche (bzw. den Raum), die er wie bei einer musikalischen Komposition mit Formen und Farben in Beziehung zueinander setzt. Das Œuvre lässt sich sowohl zeitlich als auch in Hinblick auf die verwendeten Materialien gruppieren, im Wesentlichen handelt es sich um:
- Schnitzarbeiten (1958–1960)
- Linoldrucke (1960–1964)
- Blechbilder (1968–1977)
- Aquarelle (1968–1976)
- Strichzeichnungen (1974)
- Holzbilder (1998–2001)
- Karikaturen im Postkartenformat (1998)
- Sonstige Werke und bemalte Gegenstände des täglichen Gebrauchs

Während die Holzbilder als Dauerausstellung in den Räumen des Sudetendeutschen Musikinstituts zu sehen sind, befinden sich die anderen Bilder in Familienbesitz, der Hochseekuh-Verlag dokumentiert die Arbeiten und ihren Verbleib.

## Tonträger
- Mein Schätzlein kommt von ferne – Volkslieder aus Schlesien, Böhmen und Mähren (LP, Laumann Verlag 1987)
- Musik für Orgel und Horn in der Stiftskirche Kaufungen (CD, Black Cat Classics, 1995)
- Orgelmusik zu Pfingsten aus dem Dom zu Münster (CD, Vox Humana 1999)